# Rafael Bittencourt
Rafael Bittencourt (né le 22 octobre 1971) est le guitariste et auteur-compositeur du groupe de heavy metal brésilien Angra.

## Discographie

### Angra
- Reaching Horizons (1992) (demo)
- Reaching Horizons (1992) (demo)
- Angels Cry (1993)
- Evil Warning (1994) (EP)
- Holy Land (1996) + Live at Fnac pour la France
- Freedom Call (1996) (EP)
- Make Believe - Part I (1996) (Single)
- A Tribute to Judas Priest: Legends of Metal—Volume II (1996) → Painkiller
- Make Believe - Part II à IV (1997) (Singles)
- Holy Live (1997) (live)
- Fireworks (1998)
- Acoustic … and More (1998) (EP)
- Lisbon (1998) (Single)
- Rainy Nights (1999) (Single)
- Rebirth (2001)
- Hunters and Prey (2002) (EP)
- Rebirth World Tour (2003) (live)
- Temple of Shadows (2004)
- The Course Of Nature (2006) (single)
- Aurora Consurgens (2006)
- Aqua (2010)
- Secret Garden (2015)

### Bittencourt Project
- Brainworms I (2008)

## Influences
AC/DC, Jethro Tull, Pink Floyd, Queen, Iron Maiden, Queensrÿche, Triumph, Helloween, Black Sabbath, Brian May, Tony Iommi, Steve Morse, Angus Young, Yngwie Malmsteen, Steve Vai, Joe Satriani, Blues Saraceno, Zakk Wylde, Randy Rhoads.